# 콩가네
"콩가네"는 2013년에 개봉한 대한민국의 영화이다.

## 줄거리
폭행과 절도혐의로 교도소에 수감됐다 출소한 장백호. 하지만 가족들은 전과자인 그를 반기지 않았다. 백호는 동네에 국수집을 차리겠다는 소박한 꿈을 갖고 있었는데 잔금을 치를 500만원이 감쪽같이 사라지고 없었다. 이에 분개한 백호는 여느때처럼 일상을 시작하러 외출하는 가족들을 창고에 가둬버린다. 아내와 아이들은 자기들은 절대 아니라고 항변하면서도 서로를 의심하고 있었고 백호는 백호대로 홀로 밖을 떠돌아다니며 500만원의 행방을 수색한다. 그리고 전혀 모르고 살았던 가족들의 비밀을 알게된다.

## 캐스팅
- 김병옥 : 장백호 역
- 윤다경 : 오정숙 역
- 심은진 : 장숙희 역
- 서효명 : 장애란 역
- 김동범 : 장영덕 역
- 원미원 : 노모 역
- 이도현 : 명 피디 역
- 정인겸 : 양대창 역
- 이대현 : 덕방씨 역
- 송준석 : 준석씨 역
- 박기림 : 나나 역
- 김영욱 : 민수 역
- 정성윤 : 인조 역
- 안장혁 : 고 순경 역
- 최상길 : 석호 역
- 정재필 : 정육점주인 역
- 설유진 : 안경아가씨 역
- 김은지 : 여담임 역
- 최민 : 형사 역
- 최종렬 : 퍼즐노인 역
- 금동현 : 나나아빠  역
- 이승희 : 맞선녀 역
- 고영준 : 함마 역
- 박채익 : KIA매장직원 역
- 박정혁 : 자동차주인 역
- 박형진 : 카메라맨 역
- 한경석 : 목요일 역
- 정완희 : 토요일 역
- 함석정 : 경찰 1 역
- 김덕영 : 경찰 2 역
- 김수복 : 의사 역
- 김남희 : 간호사 역
- 홍성덕 : 경비 역
- 송동규 : 교도관 역
- 정희원 : 악기점앞 아줌마 역
- 김동민 : 병원환자 역
- 김준영 : 병원환자 역
- 권오중 : 상조직원 역 (우정출연)
- 기주봉 : 방송국국장 역 (특별출연)